# Bixega
Bixega (spanisch Begega) ist ein Ort und ein Kirchspiel (Parroquia) in der Gemeinde Belmonte de Miranda der Autonomen Region Asturien im Norden Spaniens.
Bixega ist Verwaltungssitz der gleichnamigen Parroquia, deren 65 Einwohner (2011) in fünf Dörfern auf einer Fläche von 13,34 km² leben.
Bekannt ist Bixega durch seine Landschaft und die bereits durch die Römer im Tagebau betriebene Goldmine. Diese wurde 2004 im Untertagebau erweitert und 2006 geschlossen.

## Sehenswürdigkeiten
- Pfarrkirche Santa Eulalia in Bixega.
- Tagebau der Goldmine. (Kann nach vorheriger Anmeldung von Gruppen besichtigt werden.)

## Dörfer und Weiler der Parroquia
| Offizieller Name | Einwohner 2011 | Koordinaten                 |
| ---------------- | -------------- | --------------------------- |
| Bixega           | 23             | 43° 17′ 32″ N, 6° 17′ 53″ W |
| El Pontigu       | 3              | 43° 18′ 29″ N, 6° 16′ 54″ W |
| Santa Marina     | 12             | 43° 18′ 10″ N, 6° 17′ 16″ W |
| El Valle         | Unbewohnt      |                             |
| Viḷḷaverde       | 27             | 43° 18′ 24″ N, 6° 17′ 10″ W |